# Liste des paroisses civiles de l'île de Wight

Localisation de l'île de Wight en Angleterre.

Voici la liste des paroisses civiles du comté cérémoniel de l'île de Wight, en Angleterre. Ce comté est entièrement découpé en paroisses.
- Arreton
- Bembridge
- Brading
- Brighstone
- Calbourne
- Chale
- Cowes
- East Cowes
- Fishbourne
- Freshwater
- Gatcombe
- Godshill
- Gurnard
- Havenstreet and Ashey
- Lake
- Nettlestone and Seaview
- Newchurch
- Newport
- Niton and Whitwell
- Northwood
- Rookley
- Ryde
- Sandown
- Shalfleet
- Shanklin
- Shorwell
- St Helens
- Totland
- Ventnor
- Whippingham
- Wootton Bridge
- Wroxall
- Yarmouth